# Festival international de la bande dessinée du Cameroun
Pour les articles homonymes, voir Festival de la bande dessinée.
 (mai 2022).
Si vous disposez d'ouvrages ou d'articles de référence ou si vous connaissez des sites web de qualité traitant du thème abordé ici, merci de compléter l'article en donnant les références utiles à sa vérifiabilité et en les liant à la section « Notes et références ».
 (mai 2022).

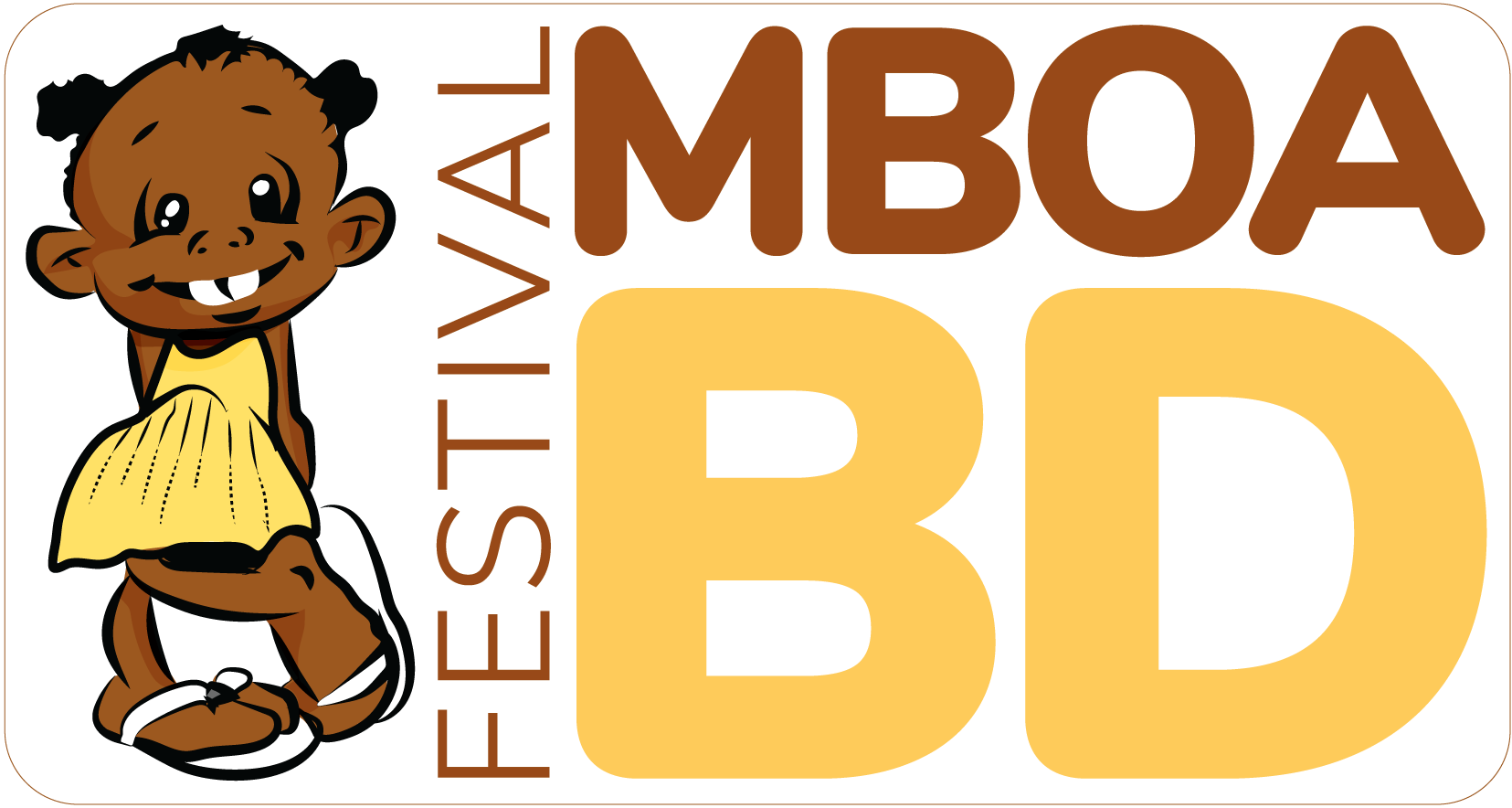
Mboa BD Festival.

Le festival international de la bande dessinée du Cameroun, connu sur le plan international comme le « Mboa BD Festival », est l'unique festival de bande dessinée du Cameroun et était le seul de l'Afrique centrale avant l'arrivée du Bilili BD, lancé en 2017 au Congo Brazzaville. Avec la dénomination Festival international de la bande dessinée de Yaoundé en 2010, année de la première édition qui s'était notamment tenue à Yaoundé, le festival s'est étendu deux ans après pour devenir le festival international de la bande dessinée du Cameroun.

## Histoire

### Origines
Le Cameroun est le pays d'Ibrahim Njoya, premier artiste à avoir posé les jalons et les codes d'une œuvre dite dessin en bande en Afrique grâce à l'œuvre La Ratte et les Ratons sortie en 1945. Cependant, ce n'est qu'au début des années 1985 que le dessin de presse s'impose au Cameroun avec de temps à autre des inserts de vignettes de bande dessinée. L'inspecteur Sam Monfong est l'une des plus célèbres bandes dessinées des années 70[réf. souhaitée]. La bande dessinée se matérialise principalement à cette époque par les strips et le dessin de presse, à tel point que le premier festival du pays qui a trait au dessin est un festival de caricature : le FESCARY (festival de la caricature de Yaoundé), dont la première édition se tient en 1998. Néanmoins, des ateliers sur la bande dessinée étaient donnés pendant ce festival. Une année[Quand ?], le Centre Culturel Français du Cameroun invitait, pour le compte du FESCARY, Emmanuel Lepage, célèbre auteur de bande dessinée français, et donne de nombreux ateliers sur la bande dessinée, ce qui permet de façonner la nouvelle génération d'auteurs qui prend la relève au courant des années 2000[réf. souhaitée].
Les années 2000 sont en quelque sorte la période d'éclosion de la bande dessinée au Cameroun. La popularisation des artistes tels que Hervé Noutchaya, Christian Bengono, Almo, Simon Mbumbo et Christophe Edimo se font découvrir grâce à des publications telles que Essingan, Zamzam et Shégué. Dans la foulée des années 2000, l'ONG ACMS, dans une optique de sensibiliser les jeunes sur le SIDA qui sévissait et faisait de nombreuses victimes, décide de mettre sur le marché le magazine 100% Jeune, dont le but était de sensibiliser les jeunes à la sexualité et partager des astuces pour se préserver du SIDA. La quatrième de couverture de ce magazine est consacrée à une planche de bande dessinée : Les Aventures d'Akao Manga, réalisée par Gunther Moss, l'auteur de la BD à succès Laff Lafrikain, sortie en trois tomes chez l'Harmattan BD. Après le succès fulgurant du magazine 100% Jeune, plusieurs bandes dessinées du même format vont voir le jour, lancées également par l'ONG ACMS, avec le même objectif que le magazine. Le dessin est donc utilisé comme un outil de sensibilisation auprès de la jeunesse. De nombreuses bandes dessinées suivent, telles que Vie de jeunes (mensuel paru en plusieurs numéro), Solange et Let'us talk about sex.
C'est également dans les années 2000 que les artistes dessinateurs jugent nécessaire l'idée de se regrouper afin de mieux penser et défendre leur profession et leurs droits. Sous l'impulsion du mouvement Le mois de la BD lancé par le CCF, tour à tour vont se créer les collectifs Trait Noir et A3, respectivement à Douala en 2005 (sous la houlette de Elyon's, Bibi Benzo, Almo et Kangol) et à Yaoundé en 2009 (grâce à Christian Bengono et Hervé Noutchaya). Trait Noir publie un album collectif intitulé Trait Noir et autoédite le magazine Kamer Comics. En ce qui concerne le collectif A3, ils lancent le bimestriel Bitchakala en 2010.
La sphère graphique camerounaise se diversifiant, ces deux collectifs influents du milieu de la bande dessinée au Cameroun s'associent et lancent le tout premier festival de bande dessinée du Cameroun et de la sous-région Afrique centrale en 2010 : le Mboa BD Festival (festival international de bande dessinée du Cameroun), dont la première édition a lieu à Yaoundé en novembre, avec comme invités les auteurs camerounais résidant en France, Simon Pierre Mbumbo et Christophe Ngalle Édimo.

### Évolution

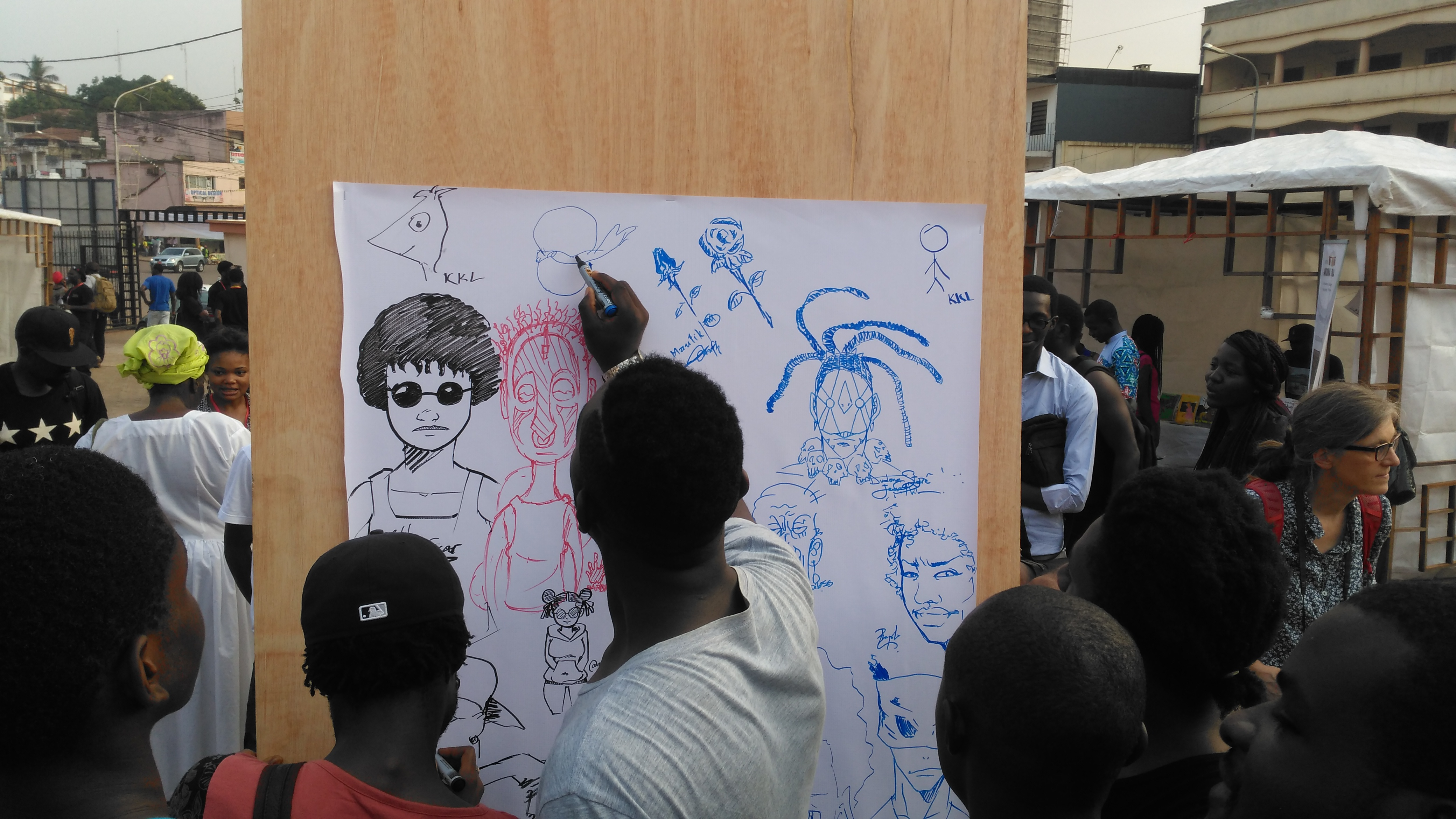
Festival Mboa BD.

Pensé au début comme étant le Festival international de bande dessinée de Yaoundé, dans la même mouvance que de nombreux festival du genre, qui portent le nom de la ville dans laquelle ils se déroulent (Festival d'Alger, Festival de Tétouan et Festival d'Angoulême), le Mboa BD Festival a évolué aussi bien sur le plan de son intitulé que sur le rendu. La première édition du festival a eu lieu du 23 au 27 novembre 2010 dans les locaux du Centre de Lecture et d'Animation Culturelle (CLAC) de Mimboman et ceux du CCF. La première et la deuxième édition ont eu lieu à Yaoundé uniquement.
En 2013, le festival a lieu à Douala, la capitale économique du Cameroun. Le format du festival s'est vu ainsi modifié, passant à huit jours à raison de quatre jours par ville. L'intitulé du festival a également changé. Auparavant nommé le Festival international de bande dessinée de Yaoundé, il est devenu le Festival international de bande dessinée du Cameroun.